# Фогетоєш
Дешпортіву Клубе Уш Фогетоєш або просто Фогетоєш (порт. Clube Desportivo Os Foguetões) — професіональний кабовердійський футбольний клуб з поселень Еліту та Паул, на острові Санту-Антау.

## Історія клубу
Клуб базується в поселеннях Еліту та Паул в північно-східній частині острова Санту-Антау. Своє перше та єдине на сьогодні чемпіонство клуб здобув у 2009 році, і того ж року переміг у Відкритому Чемпіонаті острова (в цьому турнірі Фогетоєш перемагав і раніше, у 2004 та 2005 роках).

## Логотип
Логотип клубу складається зі щита блакитного кольору, на якому знаходяться дві похилі назустріч одна одній пальми, а під ними — футбольний м'яч чорно-білого забарвлення.

## Досягнення
- Чемпіонат острова Санту-Антау (Північ): 1 перемога

2008/09
- Відкритий Чемпіонат острова Санту-Антау (Північ): 3 перемоги

2003/04, 2004/05, 2008/09

## Історія виступів у чемпіонатах та кубках

### Національний чемпіонат
| Сезон    | Див.     | Міс.     | Іг. | В | Н | П | ЗМ | ПМ | РМ  | О | Кубок | Примітки     | Плей-оф         |
| -------- | -------- | -------- | --- | - | - | - | -- | -- | --- | - | ----- | ------------ | --------------- |
| 2009     | 1A       | 6        | 5   | 0 | 1 | 4 | 3  | 15 | -12 | 1 |       | Не пробилися | Не брали участі |
| Загалом: | Загалом: | Загалом: | 5   | 0 | 1 | 4 | 3  | 15 | -12 | 1 |       |              |                 |

### Чемпіонат острова
| Сезон   | Див. | Міс. | Іг. | В | Н | П | ЗМ | ПМ | РМ | О  | Кубок | Суперкубок | Примітки                          |
| ------- | ---- | ---- | --- | - | - | - | -- | -- | -- | -- | ----- | ---------- | --------------------------------- |
| 2008-09 | 2    | 1    | -   | - | - | - | -  | -  | -  | -  |       |            | Вихід до національного Чемпіонату |
| 2013-14 | 2    | 4    | 10  | 3 | 3 | 4 | 10 | 12 | -2 | 12 |       |            |                                   |
| 2014-15 | 2    | 5    | 10  | 2 | 4 | 4 | 5  | 7  | -2 | 10 |       |            |                                   |

## Деякі статистичні дані
- Найкращий рейтинг: 6-те місце (національний чемпіонат)
- Найбільша кількість забитих м'ячів: 3 (національний чемпіонат)
- Найбільша кількість набраних очок: 1 (національний чемпіонат)